# Çò des de Rodriguez
El Çò des de Rodriguez és un edifici del municipi de Les (Vall d'Aran) que forma part de l'Inventari del Patrimoni Arquitectònic de Catalunya.

## Descripció
És un casal situat entre els carrers Es Banhs i Paissas,de secció rectangular, que segueix la tipologia del segle dinovè. La façana orientada a llevant, paral·lela a la "capièra", presenta obertures en les dues plantes, i al damunt un "humarau" amb llucanes i xemeneia La coberta d'encavallades de fusta suporta una teulada de pissarra, de dos vessants, amb un "tresaigües" en el front que aixopluga un balcó, i una estructura graonada de "penaus" al fons.
Damunt l'arrebossat emblanquinat destaquen les obertures pintades de color verd, i emmarcades per un sòcol i una motllura horitzontal que separa les plantes, i per les pilastres que amb llurs capitells sostenen un ràfec graonat. L'antiga porta principal és protegida per un balcó de forja. La façana de ponent precedida d'un pati clos amb portal, conserva la distribució simètrica de les obertures de fusta en les dues plantes, dues a cada banda de les portes. Al llarg del primer pis sobresurt una balconada en voladís, sobre permòdols, resolta també amb ferro de forja.

## Història
D'ençà del segle xvii trobem documentats els Barés de Les, amb diverses branques; Joangran,Miquèla, Peironet, etc. Al final del segle xviii destacaren els Barés i Solera, el pare metge i el fill arxipreste de Les.